# 圖書寮
图书寮（日语：図書寮；ずしょりょう）是日本律令制下，下辖于中务省的机构之一。明治维新以后，在宫内省也设立了同名机构。

## 职责
图书寮的首要职责是管理全国藏书，起到了现在所谓国家图书馆的作用。同时也负责兼管儒家、佛教经典及佛像。为了协助管理工作，图书寮有负责抄录书籍的“写书手”和装订书籍的“装潢手”。
此外，在《养老律令》中，编写历史也是图书寮的职责之一。但在实际上，图书寮并不负责编写史书，而是由撰国史所进行实际的编纂工作。此外，在平安时代，由于图书的管理工作实际上转到了御书所、内御书所、一本御书所等机构，图书寮逐渐失去管理藏书的实权。图书寮的次要职责是制造纸、墨和毛笔，这后来逐渐成为图书寮的工作中心。
在江户时代，天保12年（1841年）8月，担任江户幕府正史《德川实纪》主编的成岛司直被任命为图书头。

## 纸屋院
纸屋院是图书寮的别所，主要职责是造纸。在9世纪时，其生产的高质量纸张被称为“纸屋纸”。 由品部的纸户负责实际的造纸工作。

## 职员设置
- 頭（从五位上相当）一名
- 助（正六位下相当）一名
- 大允（正七位下相当）一名　少允（从七位下相当）一名
- 大属（从八位上相当）一名　少属（从八位下相当）一名

- 使部
- 直丁

- 写書手
- 装潢手
- 造紙手
- 造墨手
- 造筆手

- 紙戶

## 宫内省图书寮
明治时期，宫内省设有图书寮。最高负责人为图书头，负责编纂管理《皇统谱》、 《实录》，以及管理《皇室典范》等与皇室有关的法令的正本和宫廷收藏的书籍。昭和24年（1949年）与诸陵寮合并为宫内厅书陵部。

## 关联条目
- 日本古代官制